# Borrelho-pequeno-de-coleira

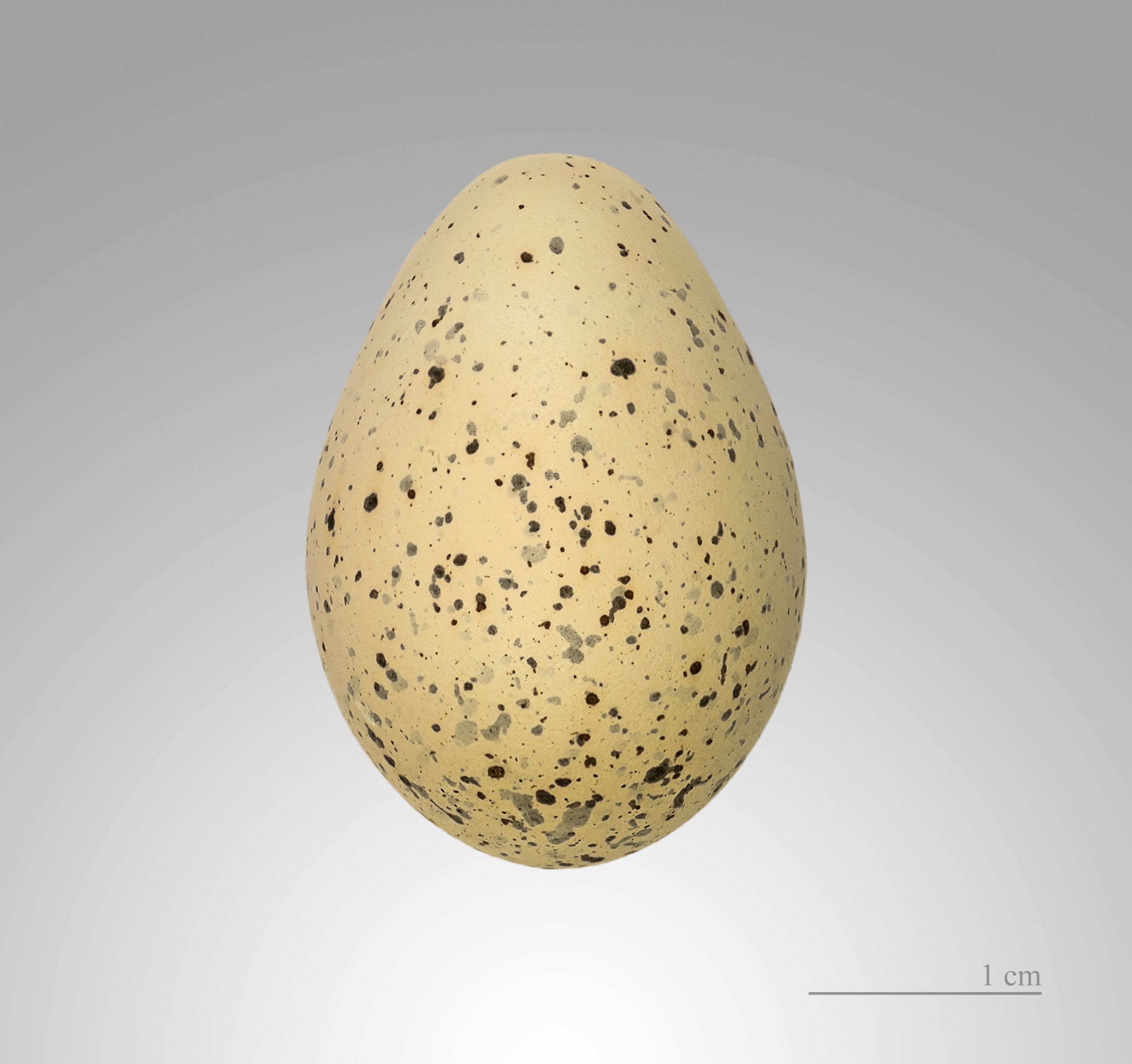
Charadrius dubius – MHNT

Borrelho-pequeno-de-coleira (Charadrius dubius) é uma ave limícola da ordem Charadriiformes.
É parecido com o borrelho-grande-de-coleira, distinguindo-se pelas patas amareladas e pela ausência de risca alar.
Esta espécie é migradora. Está presente em Portugal de Março a Setembro. Passa o Inverno em África.